# Gertrude Norman
Gertrude Norman (19 de mayo de 1848 o 1851 – 20 de julio de 1943), fue una actriz inglesa/estadounidense de teatro y cine mudo de Hollywood. Actuó en 44 películas entre 1911 y 1936, y fue guionista y directora de las primeras películas mudas. Apareció en cuatro películas sonoras, lo que la convierte en una de las actrices más veteranas en actuar durante las épocas del cine mudo y sonoro.
Norman nació en Londres, Inglaterra. Una de sus primeras películas de 1910 fue redescubierta en un baúl marino en la década de 2000.[cita requerida] Interpretó un papel de "madre" en El nacimiento de una nación. Cuando Norman rodó su primera "talkie" ya tenía más de 80 años e interpretó el papel de una abuela.

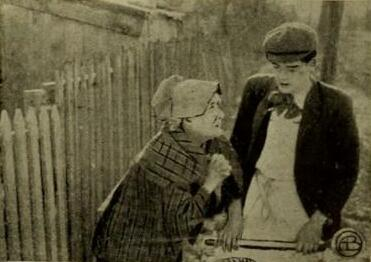
Gertrude Norman y Robert Harron en The Tender Hearted Boy

No debe confundirse con Gertrude "Toto" Norman (c. 1880-1961), actriz de la misma época, secretaria y compañera de la cantante de ópera estadounidense Marcia Van Dresser, ni con la autora de libros infantiles Gertrude Norman.

## Filmografía
| Año  | Título                     | Papel                            | Notas              |
| ---- | -------------------------- | -------------------------------- | ------------------ |
| 1911 | The Chief's Talisman       |                                  | cortometraje       |
| 1911 | Lucia's Broken Romance     | La mujer vieja                   | cortometraje       |
| 1911 | His Baby's Doll            | La mujer vieja                   | cortometraje       |
| 1911 | The Coward (I)             | madre de Jim                     | cortometraje       |
| 1912 | The Lord and the Peasant   |                                  | cortometraje       |
| 1912 | The Harbinger of Peace     | Hija soltera del granjero Wilson | cortometraje       |
| 1912 | The Informer               |                                  | cortometraje       |
| 1913 | The Tender Hearted Boy     | Miser                            | cortometraje       |
| 1914 | The Unwelcome Mrs. Hatch   | vieja Agnes                      |                    |
| 1914 | One of Millions            | madre Kubelow                    |                    |
| 1915 | The Foundling              |                                  | Escenas eliminadas |
| 1915 | May Blossom                | tía Deborah                      |                    |
| 1915 | Fanchon the Cricket        | vieja Fadette                    |                    |
| 1915 | The Pretty Sister of Jose  | La abuela                        |                    |
| 1915 | A Girl of Yesterday        | tía Angela                       |                    |
| 1916 | Molly Make-Believe         | abuela Meredith                  |                    |
| 1916 | The Feud Girl              | Sue Bassett                      |                    |
| 1916 | The Reward of Patience     | madre Osborn                     |                    |
| 1917 | Heart's Desire             | madre Mathilde                   |                    |
| 1917 | The Adopted Son            | Mrs. Conover                     |                    |
| 1917 | Persuasive Peggy           | madre de Peggy                   |                    |
| 1918 | The Studio Girl            | Mrs. Daw                         |                    |
| 1918 | The Unbeliever             | Marianne Marnholm                |                    |
| 1919 | An Innocent Adventuress    | Mrs. Cribbley                    |                    |
| 1919 | Widow by Proxy             | Sophronia Pennington             |                    |
| 1919 | Strictly Confidential      | Elder Aunt                       |                    |
| 1920 | The Brand of Lopez         | Marianna                         |                    |
| 1921 | Partners of the Tide       | Grandma Baker                    |                    |
| 1921 | Beach of Dreams            | La Comtesse de Warens            |                    |
| 1921 | A Voice in the Dark        | Mrs. Lydiard                     |                    |
| 1921 | Little Italy               | Anna                             |                    |
| 1922 | A Game Chicken             | Señora Juanita Martinez          |                    |
| 1924 | The Right of the Strongest | Aunt Millie Davis                |                    |
| 1924 | The Age of Innocence       |                                  |                    |
| 1927 | The King of Kings          | Papel inderterminado             | sin acreditar      |
| 1929 | The Greene Murder Case     | Mrs. Tobias Greene               |                    |
| 1932 | If I Had a Million         | Idylwood Resident                | sin acreditar      |
| 1932 | The Sign of the Cross      | Christian                        | sin acreditar      |
| 1933 | He Learned About Women     | Suzette                          |                    |
| 1933 | Cradle Song                | Tornero No. 1                    |                    |
| 1934 | The Trumpet Blows          | abuela Albrentez                 |                    |
| 1935 | The Crusades               |                                  | sin acreditar      |
| 1936 | The Plainsman              |                                  | sin acreditar      |